# Старий Луг (зупинний пункт)
Стари́й Луг — пасажирський залізничний зупинний пункт Конотопського напрямку Конотопської дирекції Південно-Західної залізниці на електрифікованій лінії Бахмач-Пасажирський — Ніжин між станцією Черемушки та зупинним пунктом Українське. Розташований в селі Піски Ніжинського району Чернігівської області.

## Історія
Лінія, на якій розташований зупинний пункт, відкрита у 1868 році, як складова залізниці Київ — Курськ. Платформа відкрита у 1980-х роках.

## Пасажирське сполучення
На платформі Старий Луг зупиняються приміські електропоїзди сполученням Конотоп — Ніжин — Фастів I.